# Сафронов, Борис Гаврилович
Борис Гаврилович Сафронов (22 июля 1928, Москва — 18 ноября 1978) — советский футболист, полузащитник.
В 1946—1948 годах выступал за дубль московского «Торпедо». С 1949 года играл в «Торпедо» Горький, с которым в следующем году вышел в класс «А», где в 27 играх забил один гол. В 1952 году вернулся в московское «Торпедо» и стал обладателем Кубка СССР. В 1953 году клуб завоевал бронзовые медали; Сафронов в 10 матчах забил два гола. Завершил карьеру в горьковском «Торпедо» в классе «Б», где в 1956—1957 годах провёл 32 матча, забил 8 голов.
Скончался в 1978 году в возрасте 50 лет. Похоронен на Даниловском кладбище Москвы.